# Chrysotus nigripalpis
Chrysotus nigripalpis är en tvåvingeart som beskrevs av Van Duzee 1924. Chrysotus nigripalpis ingår i släktet Chrysotus och familjen styltflugor. Inga underarter finns listade i Catalogue of Life.